# Związek Urzędniczych Stowarzyszeń Sportowych „Zjednoczenie”
Związek Urzędniczych Stowarzyszeń Sportowych "Zjednoczenie"- komitet sportowy założony w Warszawie w 1929 i działający do roku 1939. Związek powstał po połączeniu sekcji i klubów sportowych polskich banków i PKO. ZUSS "Zjednoczenie" zrzeszał 644 członków i posiadał oddziały w Krakowie, Łodzi i Poznaniu. 